# 雲岫別墅
雲岫別墅位於重慶市南岸區黃山，為國民政府軍事委員會委員長蔣中正於陪都重慶辦公兼居住的地點，文物遺址年代為1938年至1945年，1987年1月23日列為重慶市第二批市級文物保護單位初定名單。1992年3月19日列為重慶市第二批市級文物保護單位。 2000年9月7日列為第一批重慶市文物保護單位。2013年3月5日列為第七批全國重點文物保護單位。